# 萊塔河

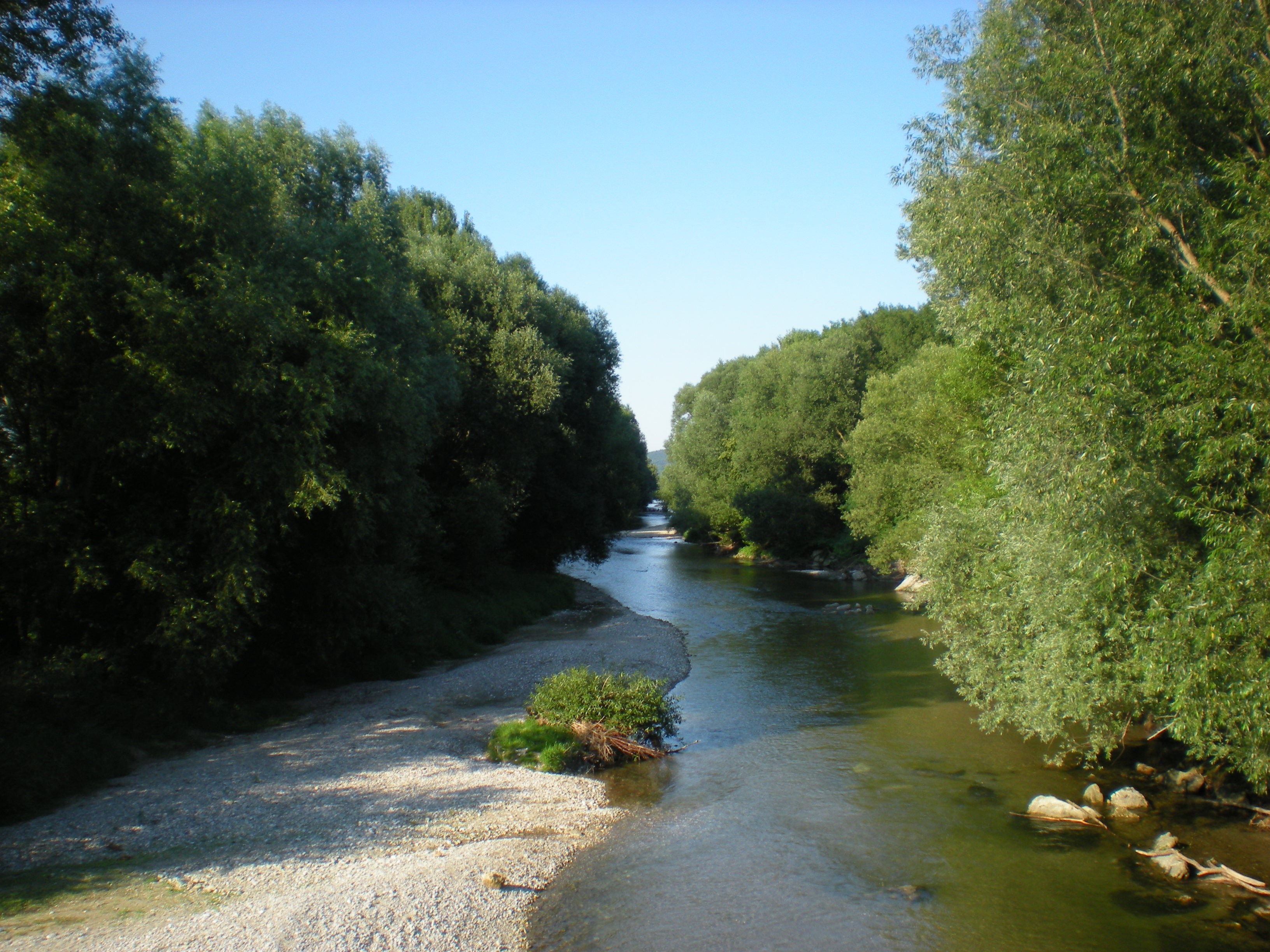

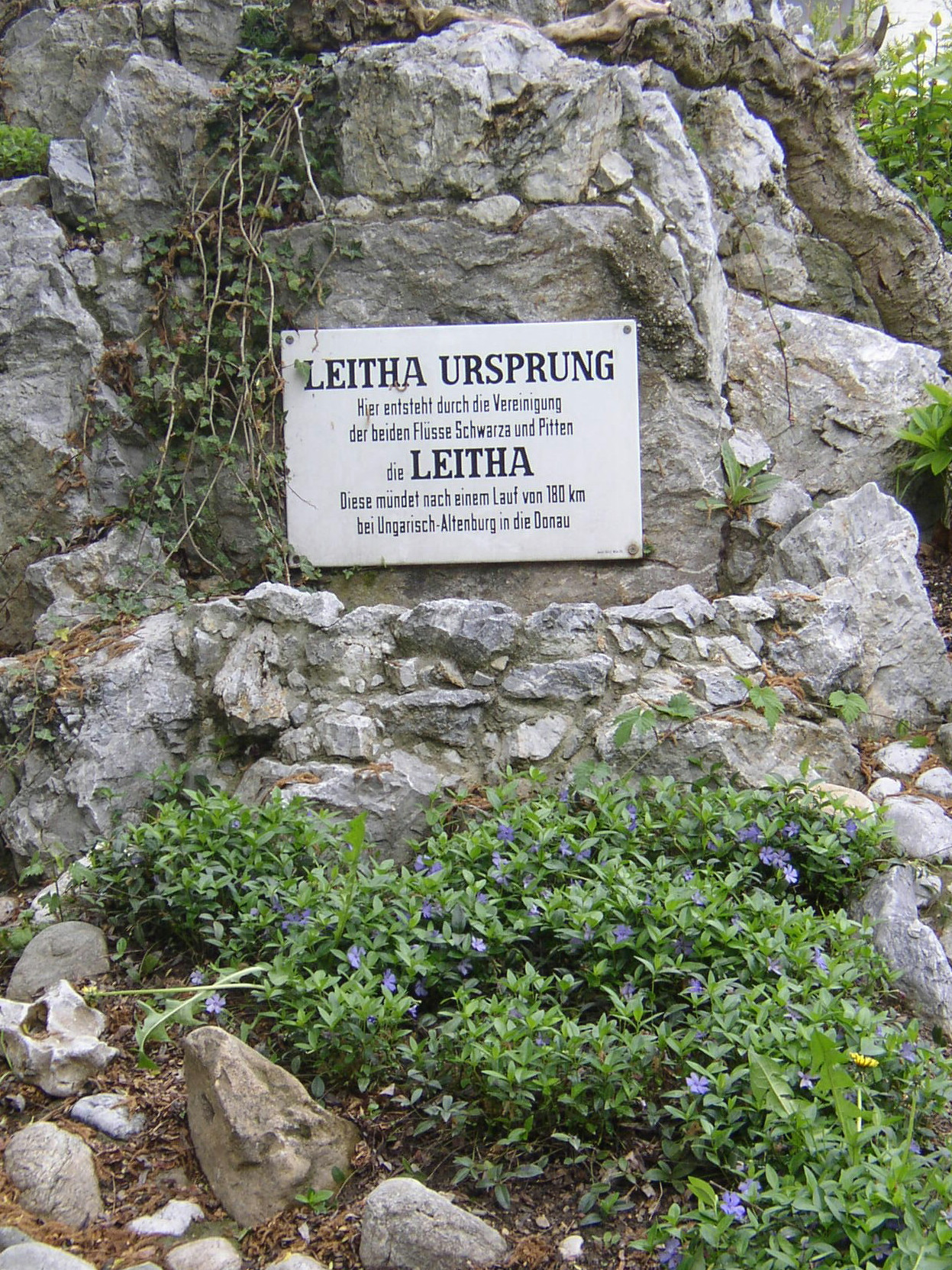

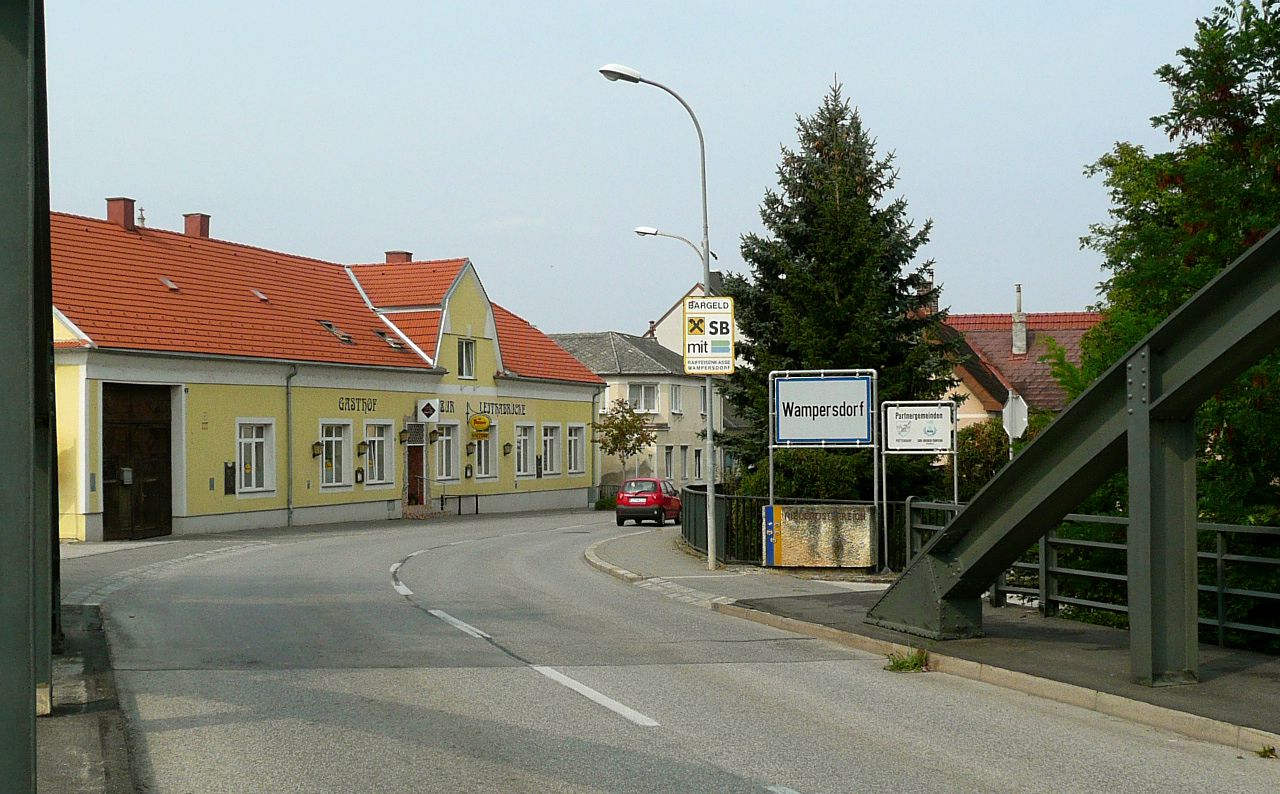

萊塔河（德語：Leitha，[ˈlaɪ̯ta]）是歐洲中部的河流，河道全長180公里，發源自下奧地利州的蘭岑基興，流經奧地利和匈牙利，最終在莫雄馬扎爾古堡注入多瑙河。